# Consejo Supremo de la República de Georgia
El Consejo Supremo de la República de Georgia, también conocido como Sóviet Supremo de la República de Georgia (en georgiano: საქართველოს რესპუბლიკის უზენაესი საბჭოს) fue el primer parlamento nacional de la república de Georgia en la era postsoviética (entre 1990 y 1992). Las elecciones parlamentarias de 28 de octubre de 1990 fueron las primeras democráticas y multipartidarias en el Cáucaso. Los presidentes del Consejo Supremo entre 1991 y 1992 fueron Zviad Gamsakhurdia, (primer presidente democráticamente electo)  y Akaki Asatiani. El primer vicepresidente del Consejo Supremo fue Nemo Burchuladze, vicepresidente y presidente del Consejo Supremo de Adzaria fue Aslan Abashidze. Después del golpe militar de 22 de diciembre de 1991 a 6 de enero de 1992, el Consejo Supremo, el gobierno y el presidente Gamsakhurdia fueron forzados a abandonar Georgia.